# Unser Land (Kärnten)

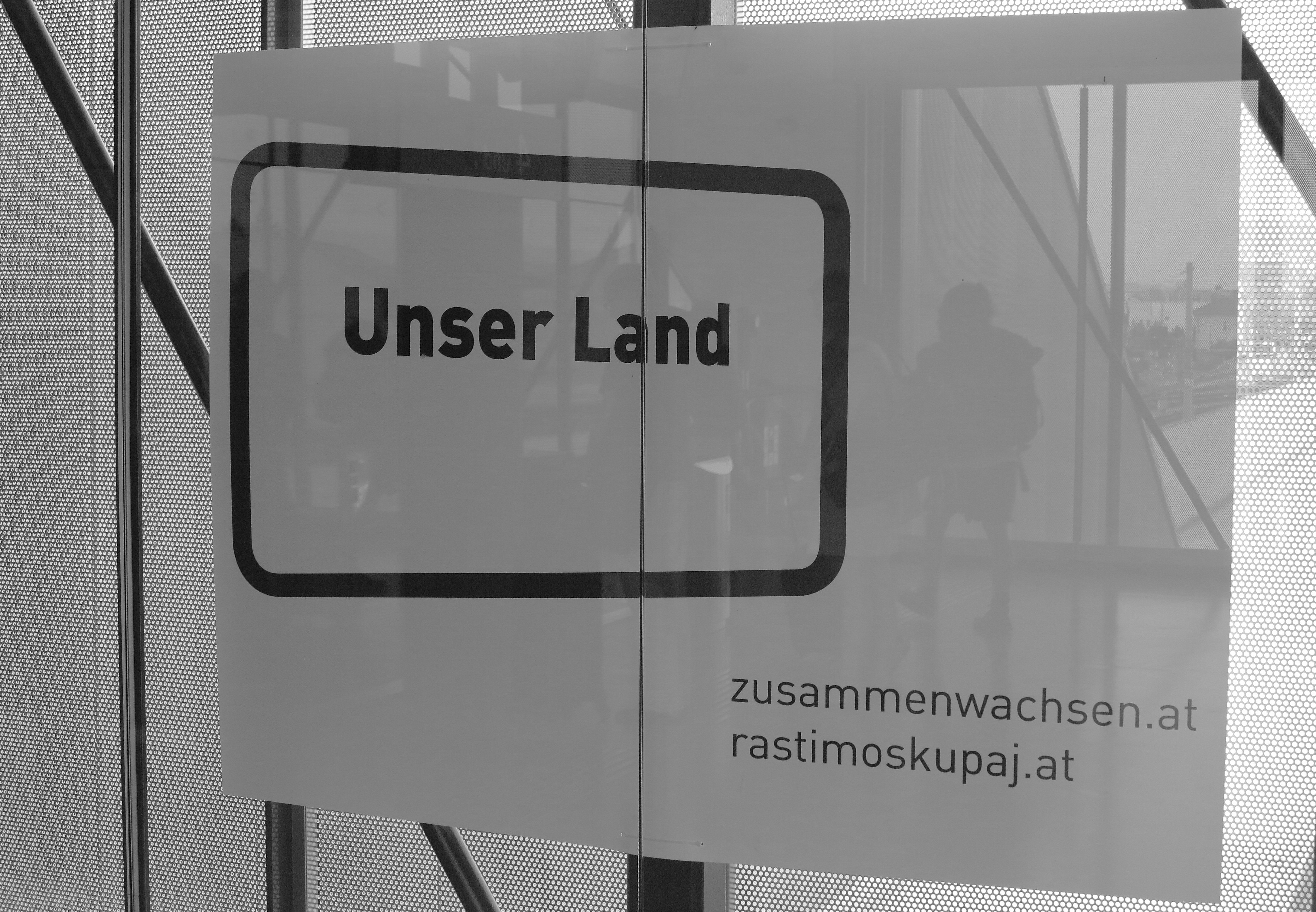
Hinweisschild am Klagenfurt Hauptbahnhof

Unser Land war eine von einem Verein getragene Initiative im österreichischen Bundesland Kärnten, die sich zum Ziel gesetzt hatte, durch eine Vielzahl von Projekten in einem Zeitraum von acht Jahren (2012–2020) das Zusammenleben der deutsch- und slowenisch-sprachigen Volksgruppen in Kärnten zu verbessern. Als Abschlussprojekt in Zusammenarbeit mit dem Land Kärnten gab es den „Kärnten – Koroška Preis“ für volksgruppenverbindende Maßnahmen mit einem Preisgeld von 20.200 Euro.

## Historischer Hintergrund

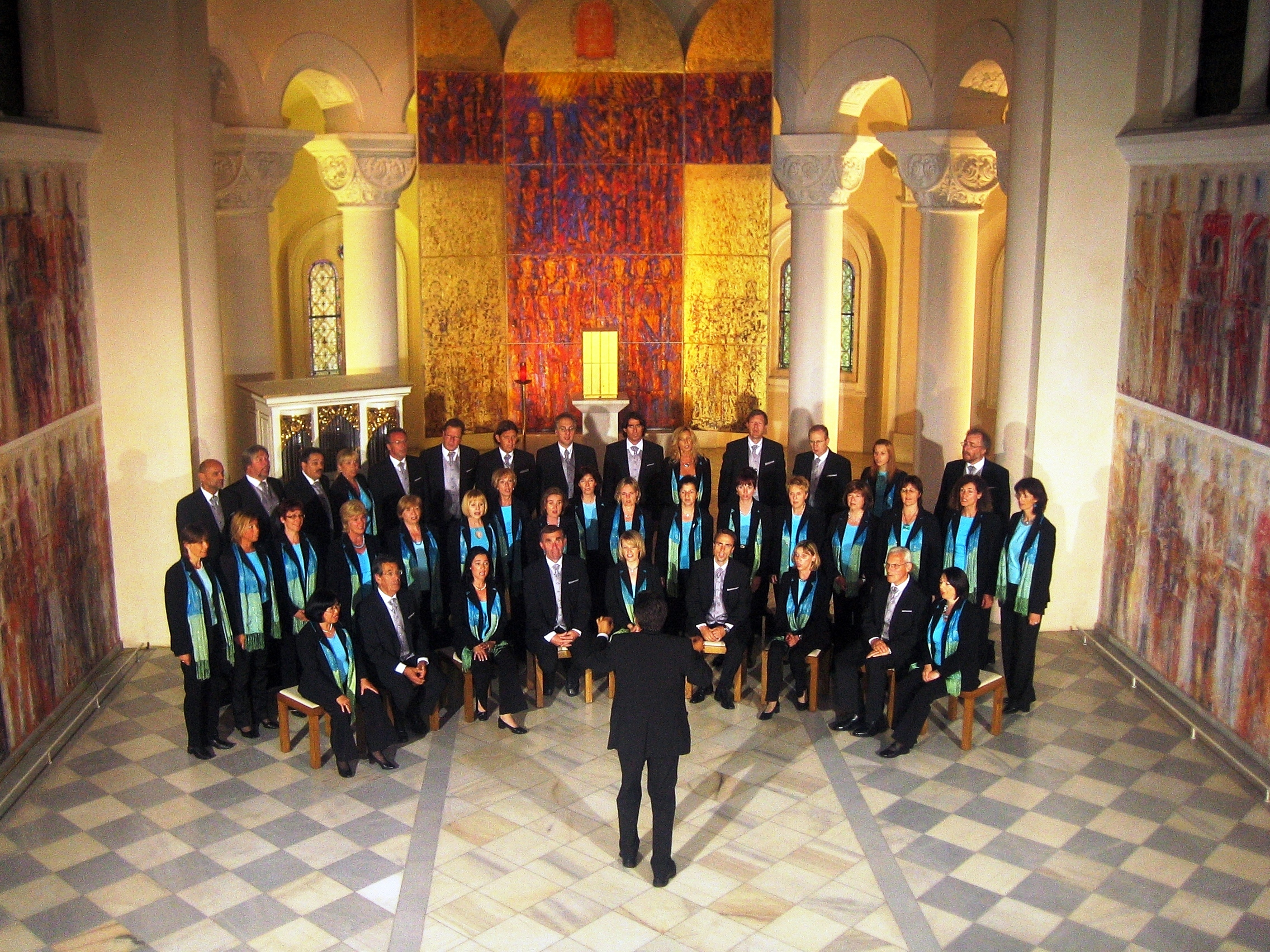
Der Kammerchor Klagenfurt-Wörthersee(2008)

Etwa ab dem Jahr 1000 siedelten sich im slawischen Karantanien baierische Adelige an. Später kamen deutschsprachige Neusiedler in die noch nicht von den Slawen besiedelten Landesteile, vor allem in höheren Lagen und in Oberkärnten. Über achthundert Jahre war das Nebeneinander der (Sprach)kulturen kein Problem. Bezugspunkt war die jeweilige Grundherrschaft und nicht der Nationalstaat. Mit dem Aufkommen des Nationalismus des 19. Jahrhunderts entstand die Idee, dass die Sprache und nicht der gemeinsame Lebensraum das stärkste verbindende Element sei. Als der vom Kaiserreich Österreich-Ungarn maßgeblich verursachte Erste Weltkrieg verloren war, wurde Kärnten durch die Alliierten auf die heutige Größe verkleinert. Der Friedensvertrag von St. Germain sah eine Volksabstimmung in Südkärnten vor; ohne Abstimmung wurden das Kanaltal Italien und das Mießtal, Unterdrauburg und die Gemeinde Seeland (Kankertal) dem SHS-Königreich zugeschlagen. SHS-Truppen versuchten, das slowenischsprachige Südkärnten zu besetzen, und es kam zur bewaffneten Auseinandersetzung von Verbänden der provisorischen Kärntner Landesregierung (Kärntner Abwehrkampf). In der Volksabstimmung am 10. Oktober 1920 stimmten in der südlichen „Zone A“ (mit rund 70 % slowenischem Bevölkerungsanteil und von Truppen des SHS-Staates besetzt) 59 % für den Verbleib bei Österreich. In der Zeit danach wurde der Abwehrkampf vielfach kontrovers diskutiert bzw. durch die Politik instrumentalisiert. Es kam zu Vereinfachungen und Verzerrungen, die auch durch die sich etablierende Festtagskultur zum 10. Oktober gefördert wurden. Der Assimilationsdruck auf die slowenische Minderheit erhöhte sich in der Zwischenkriegszeit und im Ständestaat stetig und fand seinen Höhenpunkt in der geplanten Aussiedelung der Kärntner Slowenen durch die Nationalsozialisten. Diese politische Situation, begünstigt durch die topografische Lage in der Nähe der wenig besiedelten Karawanken, ermöglichte einen militärischen Widerstand gegen das 3. Reich durch eine Partisanenarmee. Diese Eskalation der Gewalt hat die Bewohner des gemischtsprachigen Gebiets über viele Jahrzehnte geprägt.

## Die Initiative und der Verein

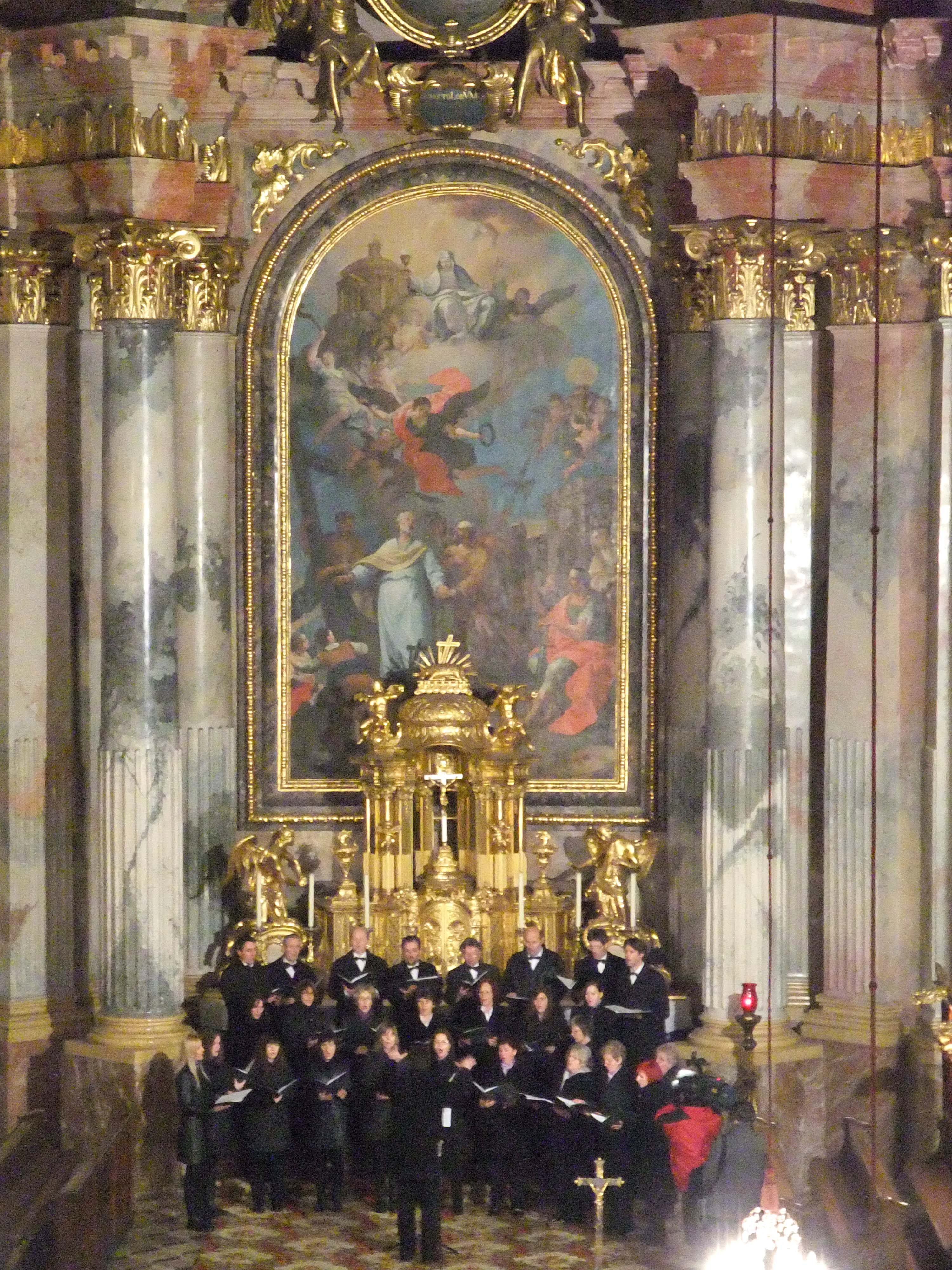
Gallus Chor (2011)

Vor dem Hintergrund der Lösung der Ortstafelfrage und dem zunehmenden Bedeutungsverlust nationaler Grenzen durch die EU-Mitgliedschaft von Österreich und Slowenien findet die Initiative „Unser Land“, dass es Zeit ist, den Blick wieder in die Zukunft und auf den gemeinsamen Lebensraum zu richten. Ausgangspunkt war die Idee, zwei Chöre, einen deutsch und einen slowenisch singenden, gemeinsam auf eine Bühne zu bringen. „Die Geschichte und der Abstand zwischen den Volksgruppen beeinflussen Kärnten nachhaltig. Unser Land unterstützt deren kontinuierliche Annäherung bis zum Zusammenwachsen mittels Mitorganisation, Dokumentation und Kommunikation von Aktivitäten. Und das bereichsübergreifend vor allem in Gesellschaft, Kultur, Bildung, Sport, Wirtschaft, Kunst, Soziales.“ Mit vollen Namen heißt der Verein „Unser Land zusammenwachsen.at – rastimoskupaj.at – Unser Land“. Er hat seinen Sitz in 9020 Klagenfurt / Celovec, und erstreckt seine Tätigkeit insbesondere auf Kärnten, Steiermark, Burgenland, Slowenien, Kroatien und Italien. Der Verein will die Menschen im Lande so weit „verzahnen“, dass bei der 100-Jahr-Feier zur Volksabstimmung am 10. Oktober 2020 Mehrheit und Minderheit zusammen feiern und im Landhaushof tanzen. Ziel der überparteilichen Initiative ist es, die im 20. Jahrhundert entstandenen Gräben zwischen den Kärntner Volkskulturen wo immer möglich, zu überwinden.
Führende Initiatoren sind der Kammerchor Klagenfurt-Wörthersee mit dessen Chorleiter Christian Liebhauser-Karl sowie der Gemischter Chor Jakob Petelin Gallus (Mešani Pevski Zbor Jakob Petelin Gallus) und dessen Obmann Miha Kampuš. Als Hauptsprache wählte die Initiative ganz bewusst Deutsch. Das Webangebot ist zweisprachig gestaltet.
Den Auftakt der Veranstaltungen bildete ein organisierter Flashmob am 2. Mai 2012 am Klagenfurter Bahnhof. Über 300 Kärntner Sänger der deutschen und slowenischen Sprachkulturen versammelten sich und sangen gemeinsam. Mit dabei waren unter anderem Schulchöre des Gymnasiums Völkermarkt und des slowenischen Gymnasiums Klagenfurt und die Militärmusik Kärnten.
Die Projekte und Tätigkeiten des überparteilichen Vereins, der für alle offen ist, aber Funktionären und Organisationen keine Bühne bieten will, wurde am 2. Oktober 2012 im Detail vorgestellt. Die kulturellen Veranstaltungen finden 2013 am 3. Oktober, 2014 am 4. Oktober usw. statt, bis es am 10. Oktober 2020 bei der 100-Jahr-Feier der Volksabstimmung zur gemeinsamen Abschlussveranstaltung kommen wird.

## Chor-Projekt 2012
Von den Initiatoren wurden Komponisten beider Volksgruppen eingeladen, Werke zum Thema „Unser Land“ zu schaffen. „Wir wollen eine Annäherung auf emotionaler und zwischenmenschlicher Ebene. Singen Mitglieder des Kammerchores und des zweisprachigen Gallus-Chores sowie andere Kärntner Chöre gemeinsam Lieder, so ist das gelebtes Zusammenwachsen“, so Christian Liebhauser-Karl. Am 2. Oktober 2012 haben fünf Teilnehmerchöre in beiden Landessprachen in der ausgebuchten Klagenfurter Messehalle vor 1414 Gästen 18 Uraufführungen gesungen. Teilnehmerchöre waren der Kammerchor Chorus Anónymus, Kammerchor Klagenfurt-Wörthersee, Mešani pevski zbor Danica, Mešani Pevski Zbor Jakob Petelin Gallus und Schnittpunkt Vokal. Die Kompositionen lieferten Günter Antesberger, Hanzi Artč, Erwin Berger, Dieter Fließ, Hellmuth Drewes, Josef Inzko, Walter Kraxner, Markus Krainz, Niko Kupper, Huby Mayer, Thomas Modrej, Veit Obersteiner, Hans Pleschberger, Hedi Preissegger, Gerhard Prinz, Jože Ropitz, Friedrich Schwarz jun. und Bruno Strobl. Es wurde auch ein potentiell neues Kärntner Heimatlied – „Heimat im Süden – Kärnten-Koroška“ von Günther Antesberger – vorgestellt, in der eine trennende „Blutgrenze“ zwischen den Volksgruppen keinen Platz mehr hat.
Im Jänner wurde die CD „Unser Land singt neue Lieder“ veröffentlicht.

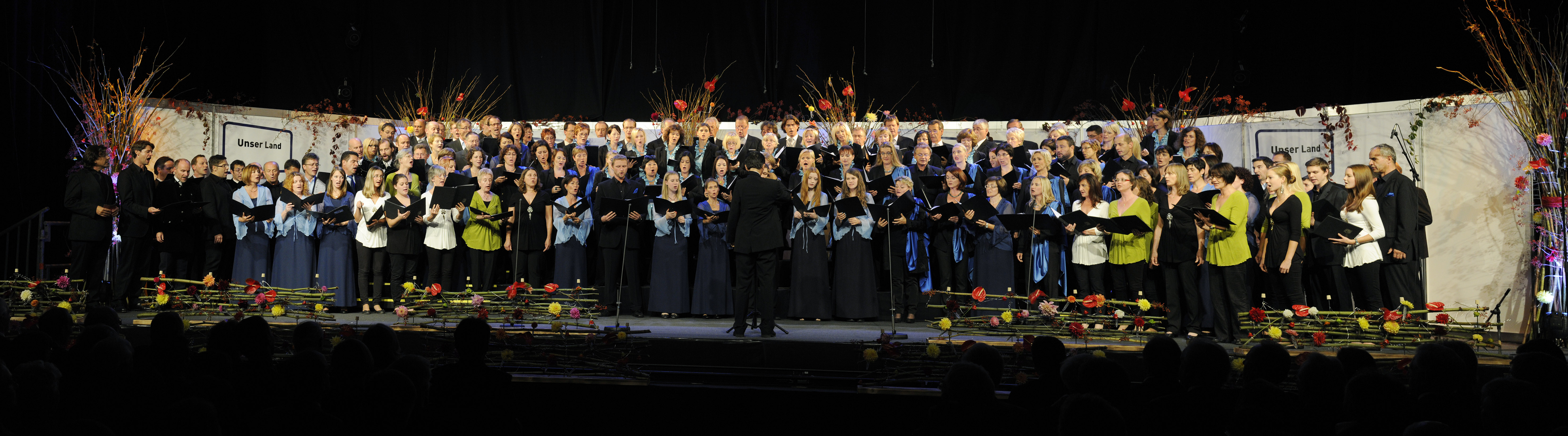
Konzert 2012

## Wirtschafts-Projekt 2012
Der Vereinspräsident und Unternehmer Miha Kampuš hat ein Wirtschaftsprojekt ins Leben gerufen. Das Ziel ist u. a. kleinen Betrieben in Kärnten und Slowenien beim Überwinden von Sprachbarrieren zu helfen. Ein spezifisches Unternehmerservice „SLOGO“ in Kooperation mit dem slowenischen Wirtschaftsverband und der österreichischen Wirtschaftskammer wurde gestartet.

## Sport-Projekt 2013 – „Kärnten erFahren“
Im Juni 2013 wurde ein Sportprojekt in Zusammenarbeit mit dem slowenischen Sportverband in Form eines Radwandertages veranstaltet, bei dem 10 Teams aus allen Kärntner Bezirken eine Sternfahrt mit dem Rad antraten. Der Höhepunkt war ein gemeinsames Fest in Villach. Von 2013 bis 2020 soll jeder Kärntner Bezirk einmal Zielort dieses Zusammentreffens der Radfahrer sein.

## Filmdokumentation 2013 – „Unser Land“
Der ORF interessierte sich für das Projekt und produzierte einen 45-Minuten-Film. Dieser wurde im Juli 2013 fertiggestellt. Er wurde in einer gekürzten Fassung am 21. Juli 2013 als „Österreich Bild“ ausgestrahlt. Das ORF-Team u. a. mit Klaus Wachschütz (Redakteur), Heribert Senegacnik (Kamera) und Josef Nadrag (Moderation) gestalteten für das Landesstudio Kärnten ein „unkonventionelles“ Österreich-Bild mit einer ganz eigenen Bildsprache. Kärntner Chöre singen abwechselnd alte und neue (für das Projekt geschriebene) Kärntnerlieder auf Deutsch und Slowenisch an unterschiedlichen Orten des Landes. Die Identifikation der Auftrittsorte ist nicht über die gängigen Klischeebilder möglich, sondern erschließt sich oft erst auf den zweiten Blick. Das Abschlussbild zeigt alle Sänger am Südgrat des Dobratsch, der etwa an der alten Sprachgrenze liegt.

## Jugend-Projekt 2013
Ziel des Projektes ist, Jugendliche zur aktiven Beteiligung zu motivieren. Sie können
Ideen, Visionen oder fertig umsetzbare Projekte in verschiedensten Bereichen einbringen:
Geschichte und Bildung, Wirtschaft und Tourismus, Politik und Gesellschaft, Sport und Natur,
Kunst und Kultur… . Dabei haben sie auf die Stärken Kärntens einzugehen, die insbesondere
in der Zwei- und Mehrsprachigkeit, dem Schnittpunkt der Sprachkulturen, der Lebensqualität
und beiden Bevölkerungsgruppen in Kärnten liegen. Jugendliche erhalten dadurch die
Möglichkeit, die Standortqualität und das Image Kärntens zu verbessern, der Abwanderung
entgegenzuwirken und sich selbst in den politischen Prozess einzubringen. Nicht zuletzt
dient das Projekt der Stärkung des Geschichtsbewusstseins und der Entwicklung von
Zukunftsperspektiven für unser Land und die Region.
Kurzfristige Ideen werden sofort umgesetzt, langfristige steigen auf in eine Konzeptions- und
Umsetzungsphase: Mentoren und Professionisten unterstützen die Teilnehmer
dabei, aus ihren Visionen konkrete Konzepte zu erarbeiten und begleiten sie bei der
Umsetzung ihrer Ideen. Die besten Konzepte und Umsetzungspläne werden prämiert. Bis
2020 sollen alle Ideen in konkreten Projekten umgesetzt sein.

## Musik-Projekt 2014
Gallus-Chor und Kammerchor sowie die Kärntner Militärmusik umrahmten die Landesfeier zur Volksabstimmung am 10. Oktober, wo unter anderem das Kärntnerlied „Amol mit da Sunn übars Land geahn“ (Musik und Text von Erwin Berger) uraufgeführt wurde.

## Musik-Projekt 2015
Am 4. Oktober 2015 wurde das Projekt „Geschichten slowenischer Lieder in Kärnten“ im bis auf den letzten Platz gefüllten Konzerthaus Klagenfurt vorgestellt, in dem 20 slowenische Volkslieder mit ausführlichen Informationen, Übersetzungen und Beschreibungen auf Deutsch beschrieben werden.

## Kärnten-Koroška Preis 2020
Als Abschlussprojekt in Zusammenarbeit mit dem Land Kärnten gab es den „Kärnten – Koroška Preis“ für volksgruppenverbindende Maßnahmen mit einem Preisgeld von 20.200 Euro.
Platz eins des Kärnten-Koroška Preises ging an das Buch- und Ausstellungsprojekt „doma/daheim“ mit Texten, Fotos und Videos von Karlheinz Fessl. Die „Hymne der Versöhnung Kärnten – Koroška, das Land in uns“, eine zweisprachige Komposition von Günther Antesberger, wurde mit dem zweiten Platz ausgezeichnet. Auf Platz drei landete das Vorhaben „projeGGt“. Im Raum Egg bei Hermagor begaben sich Klaus Krieber, Franz Mörtl, Hans Mosser und Peter Wiesflecker dafür auf die Spur alter Volkskulturen.

## Der 10. Oktober 2020
Der Kärntner Landesfestakt im Zeichen von Gedenken, Miteinander und Zukunft wurde musikalisch von der Militärmusik Kärnten unter der Leitung von Dietmar Pranter, Mešani Pevski Zbor J.P. Gallus unter der Leitung von Mario Podrečnik und vom Kammerchor Klagenfurt Wörthersee unter der Leitung von Günter Wallner umrahmt.